# Nationalratswahlkreis Graubünden-Mitte
Der Nationalratswahlkreis Graubünden-Mitte war ein Wahlkreis bei Wahlen in den Schweizer Nationalrat. Er bestand von 1848 bis 1863 und umfasste den zentralen Teil des Kantons Graubünden.

## Wahlverfahren
Hierbei handelte es sich um einen Einerwahlkreis. Dies bedeutet, dass nur 1 Sitz zu vergeben war und das reine Majorzwahlrecht zur Anwendung gelangte. Jeder Wähler hatte eine Stimme.

## Bezeichnung und Sitzzahl
Graubünden-Mitte ist eine inoffizielle geographische Bezeichnung. Im amtlichen Gebrauch üblich war eine über die gesamte Schweiz angewendete fortlaufende Nummerierung, geordnet nach der Reihenfolge der Kantone in der schweizerischen Bundesverfassung. Aufgrund der wechselnden Anzahl im Laufe der Jahre erhielten manche Wahlkreise mehrmals eine neue Nummer. Graubünden-Mitte trug ab 1851 (erstmalige Anwendung eines einheitlichen Bundesgesetzes) die Nummer 32.

## Ausdehnung

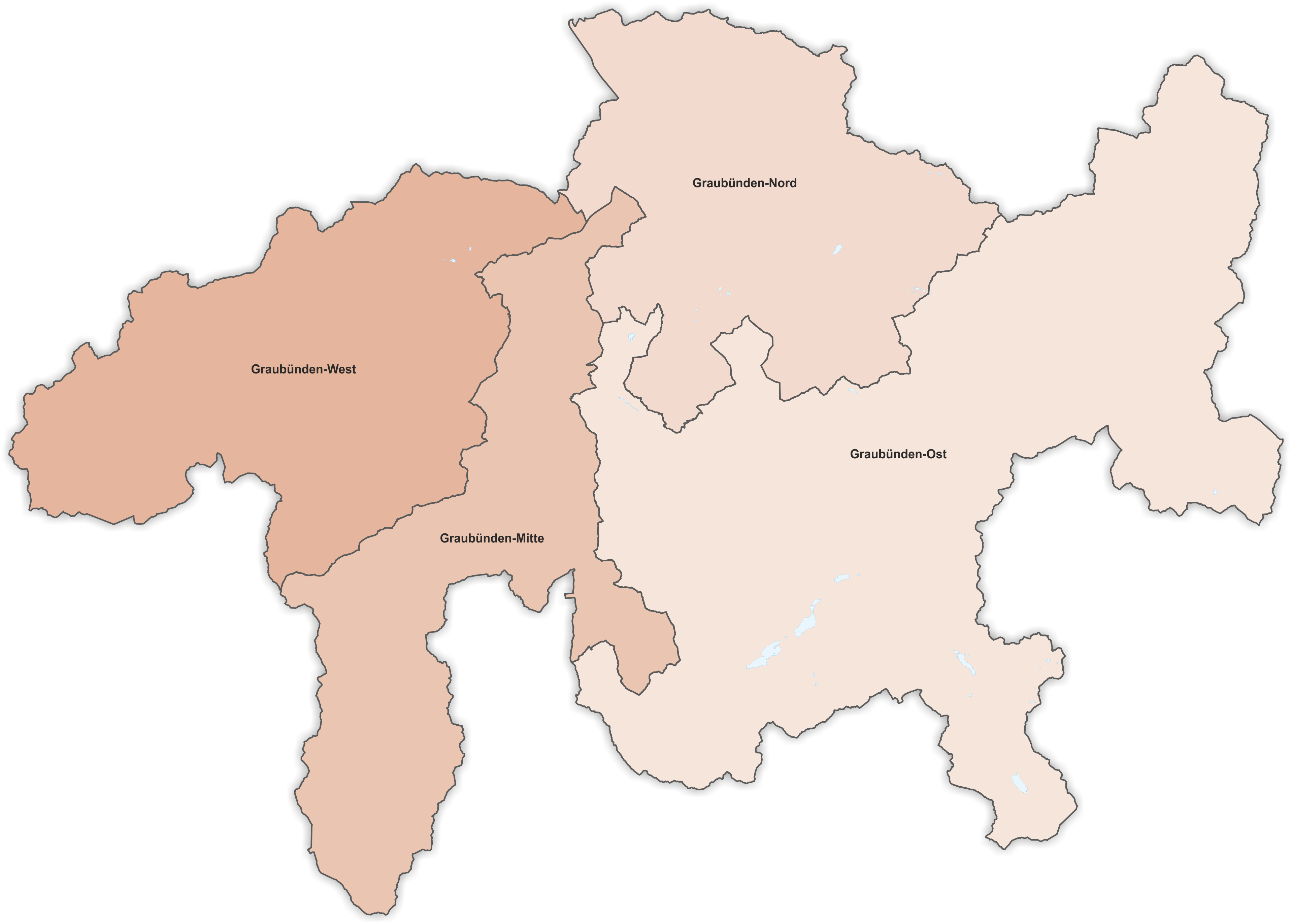
Wahlkreise Kanton Graubünden 1848–1863

Das Gebiet des Wahlkreises wurde am 21. Dezember 1850 mit dem «Bundesgesetz betreffend die Wahl der Mitglieder des Nationalrathes» erstmals verbindlich festgelegt, wobei man den bereits 1848 von der Graubündner Kantonsregierung geschaffenen 1. Wahlkreis unverändert übernahm. Er umfasste:
- im Bezirk Heinzenberg die Kreise Domleschg und Thusis
- im Bezirk Imboden den Kreis Rhäzüns
- den Bezirk Hinterrhein
- den Bezirk Moesa
- im Bezirk Plessur den Kreis Chur

1863 wurde Graubünden-Mitte auf die Wahlkreise Graubünden-Nord und Graubünden-West aufgeteilt.

## Nationalräte
- G = Gesamterneuerungswahl
- E = Ersatzwahl bei Vakanzen

| Datum                 | Wahl | Gewählte | Gewählte                            | Partei |
| --------------------- | ---- | -------- | ----------------------------------- | ------ |
| 01.10.1848            | G    |          | Johann Baptista Bavier              | ER     |
|                       |      |          |                                     |        |
| 26.10.1851            | G    |          | Johann Baptista Bavier              | ER     |
|                       |      |          |                                     |        |
| 29.10.1854            | G    |          | Johann Baptista Bavier              | ER     |
|                       |      |          |                                     |        |
| 07.12.1856            | E    |          | Peter Conradin von Planta           | FL     |
|                       |      |          |                                     |        |
| 25.10.1857 15.11.1857 | G    |          | Johann Andreas Sprecher von Bernegg | ER     |
|                       |      |          |                                     |        |
| 28.10.1860 18.11.1860 | G    |          | Johann Bartholome Caflisch          | FL     |

## Quelle
- Erich Gruner: Die Wahlen in den Schweizerischen Nationalrat 1848–1919. Band 3. Francke Verlag, Bern 1978, ISBN 3-7720-1445-3.